# Veuil
Veuil es una comuna francesa situada en el departamento de Indre, en la región de Centro-Valle del Loira.

## Demografía
| 412 | 395 | 375 | 370 | 386 | 364 | 378 |
| Para los censos de 1962 a 1999 la población legal corresponde a la población sin duplicidades (Fuente: INSEE [Consultar]) |     |     |     |     |     |     |